# Aïcha Snoussi
Aïcha Snoussi (arabe : عائشة السنوسي), née en 1989 à Tunis, est une artiste tunisienne.

## Biographie
Née en 1989, elle effectue ses études universitaires à l'Institut supérieur des beaux-arts de Tunis, puis obtient un master en beaux-arts à l'université Paris-Sorbonne, et s'installe à Paris.
Dans un premier temps, elle commence sa carrière professionnelle en tant que graveuse, mais devient par la suite une peintre spécialisée dans les tableaux de grandes dimensions suivant les styles de Jérôme Bosch et Georges Bataille. L'artiste se bat contre la discrimination exercée envers les femmes et les personnes non blanches au sein du monde de l'art. Elle est notamment invitée pour parler du lien entre l'art et le féminisme au centre Pompidou en 2019.
Elle est lauréate du prix SAM pour l'art contemporain 2020.

### Expositions
Intéressée par le concept de suppression de la division de l'espace entre artiste et visiteur au sein des galeries, elle invite ces derniers à contribuer sur place à ses œuvres. On note par ailleurs la présence de la sexualité et du corps humain d'une façon très marquée dans les œuvres d'Aïcha Snoussi, à travers la combinaison de la science et de la mystique,.
Lors de son exposition de 2016 à l'ambassade de la Tunisie à Londres, elle présente un tableau peint en rouge sur les murs de l'ambassade. En 2017, une série de ses illustrations, Le Livre des anomalies, est exposée à la foire d'art contemporain Art Paris,,.
Parmi les autres expositions auxquelles elle a participé ou bien organisé, on peut citer :
- Galerie Yahia (Tunis, 2013)[3] ;
- Jazz à Carthage (Tunis, 2008)[15] ;
- Cité internationale des arts (Paris, 2015)[3] ;
- Plateforme Parallèle (Tunis, 2016)[16] ;
- Somerset House (Londres, 2017)[17] ;
- Art Brussels (Bruxelles, 2018)[18],[19] ;
- Galerie La La Lande (Paris, 2019)[3],[20] ;
- Comme Nous Brûlons (Paris, 2019)[21].
- B7L9 (La Marsa, 2019)[22] ;
- Investec Cape Town Art Fair (Le Cap, 2020)[23] ;
- « Nous étions mille sous la table » (Palais de Tokyo, 2022)[7].

### Art LGBTQ+
L'identité de l'artiste en tant que personne queer est manifeste dans ses créations. En 2019, elle est choisie avec douze autres artistes pour exposer ses œuvres la galerie parisienne La La Lande dans le cadre des célébrations de la Journée mondiale contre l'homophobie, la transphobie et la biphobie.